# Iris Rudolph

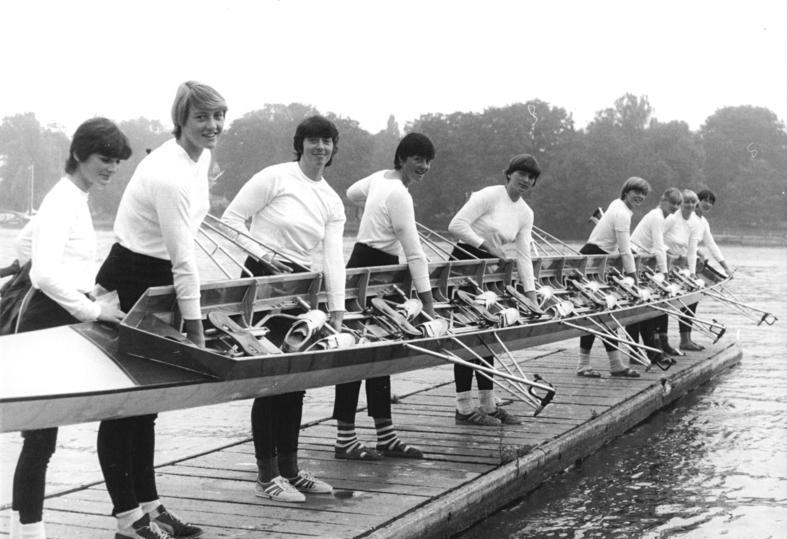
Der DDR-Achter von 1982, Iris Rudolph ist die Zweite von rechts.

Iris Rudolph (* 28. September 1961) ist eine ehemalige Ruderin aus der Deutschen Demokratischen Republik. Sie gewann von 1981 bis 1983 zwei Goldmedaillen und eine Bronzemedaille bei Weltmeisterschaften.

## Sportliche Karriere
Iris Rudolph vom SC Berlin-Grünau siegte 1978 bei den Junioren-Weltmeisterschaften im Achter und 1979 im Vierer mit Steuerfrau. In der Erwachsenenklasse gewann sie ihre erste Medaille bei den Weltmeisterschaften 1981 in München. Zusammen mit Sigrid Anders siegte sie im Zweier ohne Steuerfrau mit 0,27 Sekunden Vorsprung vor den Kanadierinnen Elizabeth Craig und Tricia Smith. 1982 wechselten Anders und Rudolph in den DDR-Achter. Angelika Noack, Ute Steindorf, Sabine Portius, Carola Miseler, Steffi Götzelt, Sigrid Anders, Iris Rudolph, Karin Metze und Steuerfrau Kirsten Wenzel belegten bei den Weltmeisterschaften in Luzern den dritten Platz hinter den Booten aus der Sowjetunion und aus den Vereinigten Staaten. 1983 bildeten Claudia Noack, Iris Rudolph, Sigrid Anders, Carola Miseler und Steuerfrau Carola Richter einen Vierer mit Steuerfrau. Bei den Weltmeisterschaften in Duisburg siegte der DDR-Vierer mit fast drei Sekunden Vorsprung auf die Rumäninnen. 1984 verpassten die Ruderinnen aus der DDR die Teilnahme an der olympischen Ruderregatta wegen des Olympiaboykotts.
Bei DDR-Meisterschaften belegten Sigrid Anders und Iris Rudolph 1981 den ersten Platz im Zweier, 1984 waren sie Zweite und 1980 Dritte.
Im Vierer mit Steuerfrau gewannen Anders und Rudolph vier Meistertitel der DDR.
- 1980 in der Besetzung Sigrid Anders, Iris Rudolph, Jutta Raeck, Martina Boesler und Sylvia Müller.
- 1982 in der Besetzung Claudia Noack, Sigrid Anders, Iris Rudolph, Carola Miseler und Sylvia Müller.
- 1983 und 1984 in der Besetzung Claudia Noack, Sigrid Anders, Iris Rudolph, Carola Miseler und Carola Richter.

Hinzu kamen drei Meistertitel im Achter 1981, 1982 und 1984. 1983 belegte Rudolph den zweiten Platz mit dem Achter.